# Professor
Un professor o professora és la és la persona que te l'ofici d'ensenyar o acompanyar l'aprenentatge d'alumnes o deixebles que volen adquirir una ciència, art, llengua, perícia o habilitat.
Des del 1994, el 5 d'octubre és el dia mundial dels docents que commemora l'aniversari de la subscripció de la Recomanació conjunta de la UNESCO, relativa a la situació del personal docent. Alguns països tenen dates locals per celebrar la importància de l'educació i els seus professionals, com l'Índia (5 de setembre) o Turquia (24 de novembre).
A Catalunya se sol reservar el terme per a docents de secundària cap amunt, ja que als ensenyants d'educació primària es diuen mestres. Els professors tenen estudis superiors. Als països anglosaxons i alemanys un professor (en neerlandès també hoogleraar) és qui fa classe a la universitat, a l'ensenyament primari i secundari es parla més aviat de teacher o Lehrer.
A l'Estat espanyol l'ofici de docent i tot el relatiu a l'educació depén dels governs autònoms. Els ensenyants poden ensenyar a les escoles públiques, concertades o privades. A la Catalunya-Nord s'aplica el sistema centralitzat i uniforme francès, coordinat pel Ministeri d'Educació Nacional. A Andorra depèn del Ministeri de Relacions Institucionals, Educació i Universitats. A l'Alguer, s'aplica il sistem italiano, que té una forma mixta, amb regles generals definides per a tot l'Estat italià, governat pel Ministeir de l'ensensenyament i del mèrit, que cedeixuna certa autonomia de les regions, d'adaptar-lo a les particularitats i necessitats locals.